# ميرنا لوي
ميرنا لوي (بالإنجليزية: Myrna Loy)‏ هي راقصة وممثلة أمريكية، ولدت في 2 أغسطس 1905 بهيلينا في الولايات المتحدة، وتوفيت في 14 ديسمبر 1993 بنيويورك في الولايات المتحدة بسبب سرطان الرئة. بدأت مشوارها المهني سنة 1925، ومن الجوائز التي نالتها مركز كينيدي الثقافي سنة 1988 وجائزة الأوسكار الشرفية سنة 1990.

## أعمال

### أفلام
- (1925) بن هور
- (1927) مغني الجاز[17][18]
- (1931) أروسميث
- (1931) عبر الأطلسي
- (1932) مملكة البهائم
- (1933) الرحلة الليلية
- (1934) الرجل النحيف
- (1934) رجال في الأبيض
- (1934) ميلودراما مانهاتن
- (1936) امرأة سيئة السمعة
- (1936) زيجفيلد العظيم
- (1938) طيار الاختبار
- (1946) أجمل سنوات العمر
- (1947) العازب وبوبي سوكسر

## جوائز
جوائز
- مركز كينيدي الثقافي (1988)
- جائزة الأوسكار الشرفية (1990)

## وصلات خارجية
- ميرنا لوي على موقع IMDb (الإنجليزية)
- ميرنا لوي على موقع الموسوعة البريطانية (الإنجليزية)
- ميرنا لوي على موقع روتن توميتوز (الإنجليزية)
- ميرنا لوي على موقع مونزينجر (الألمانية)
- ميرنا لوي على موقع ألو سيني (الفرنسية)
- ميرنا لوي على موقع ميوزك برينز (الإنجليزية)
- ميرنا لوي على موقع تيرنر كلاسيك موفيز (الإنجليزية)
- ميرنا لوي على موقع أول موفي (الإنجليزية)
- ميرنا لوي على موقع قاعدة بيانات برودواي على الإنترنت (الإنجليزية)
- ميرنا لوي على موقع قاعدة بيانات الأفلام السويدية (السويدية)